# Cher, Centre-Val de Loire
Cher là một tỉnh của Pháp, thuộc vùng hành chính Centre-Val de Loire, tỉnh lỵ Bourges, bao gồm 2 quận với các quận lỵ còn lại là: Saint-Amand-Montrond và Vierzon.